# Coccobius sumbarensis
Coccobius sumbarensis är en stekelart som beskrevs av Svetlana N. Myartseva 1995. Coccobius sumbarensis ingår i släktet Coccobius och familjen växtlussteklar.
Artens utbredningsområde är Turkmenistan. Inga underarter finns listade i Catalogue of Life.